# 萨尔瓦托勒·菲拉格慕博物馆
43°46′10.54″N 11°15′3.57″E / 43.7695944°N 11.2509917°E
萨尔瓦托勒·菲拉格慕博物馆（Salvatore Ferragamo Museum）是意大利佛罗伦萨的一座时尚博物馆，主题是意大利鞋子设计师萨尔瓦托勒·菲拉格慕的生平、工作以及他的公司。馆内展出从1920年代到1960年菲拉格慕去世制作的10,000双鞋子模型。

## 历史
该博物馆成立于1995年，设于历史悠久的费罗尼-斯皮尼大宅，1930年代由菲拉格慕收购。